# Patrick Bergeron
Pour les articles homonymes, voir Bergeron.
Patrick Bergeron (né le 4 juillet 1975 à La Pocatière, Québec) est un essayiste et professeur de littérature canadien. Il enseigne à l'Université du Nouveau-Brunswick (Fredericton) depuis 2005.

## Biographie
Après avoir séjourné en Allemagne et en France, Patrick Bergeron complète un doctorat en littérature comparée de l'Université Laval (Québec, Canada) et l'Université Paul-Valéry (Montpellier, France) en 2004. Par la suite, il devient chercheur postdoctoral affilié à l'équipe interuniversitaire de recherche « Le soi et l'autre » de l'Université du Québec à Montréal (UQÀM). 
Sa thèse, co-dirigée par les professeurs Hans-Jürgen Greif et Pierre Citti, était consacrée aux « aspects de la mort » chez Maurice Barrès et Hugo von Hofmannsthal.
Patrick Bergeron obtient un poste de professeur au département d'études françaises de l'Université du Nouveau-Brunswick en 2004 où il poursuit ses recherches sur le décadentisme, la modernité viennoise ainsi que sur les œuvres de Paul Morand et Wolfgang Koeppen.
En 2013, il fait paraître deux essais issus de ses travaux sur les rapports entre la littérature et la mort : Nécrophilie. Un tombeau nommé désir (Éditions du Murmure) et Décadence et mort chez Barrès et Hofmannsthal. Le point doré de périr (Éditions Nota Bene), une version remaniée de sa thèse. 
Par la suite, Patrick Bergeron se consacre notamment au roman des femmes, en particulier à leurs contributions à la littérature de genre (surtout la dystopie et la fiction post-apocalyptique). Ses travaux portent également sur les femmes de lettres du Québec. Durant cette période, il s'intéresse particulièrement à la science fiction française et québécoise ainsi qu'aux littératures fantastiques. Dans le cadre de ces recherches, il collabore à deux reprises avec Natacha Vas-Deyres spécialiste française d’anticipation et de science-fiction. Ses travaux portent aussi sur des auteurs anglophones tels Margaret Atwood et Aldous Huxley qui feront l'objet de deux numéros spéciaux de la revue Otrante sous sa direction.
En 2015, il co-édite avec François Ouellet l'ouvrage Habiter la littérature. Mélanges offerts à Hans-Jürgen Greif, un collectif dédié à son directeur de thèse qui paraît aux Éditions L'Instant même.
Patrick Bergeron est invité à la 21e édition du festival international des littératures de l'imaginaire Les Imaginales à Épinal en 2018. Il collabore régulièrement à plusieurs revues dont Nuit Blanche, University of Toronto Quarterly ou Frontières dont il fait partie du comité de rédaction, et il compte parmi les invités des journées d'étude de l'Observatoire de l'imaginaire contemporain (OIC) à l'UQÀM.
Durant les années 2020, Patrick Bergeron poursuit ses travaux sur la littérature des femmes, notamment sur Audrée Wilhelmy, Silvia Moreno-Garcia et J.D. Kurtness. En mars 2022, il est sollicité en tant que spécialiste du genre post-apocalyptique pour, « Les fins du monde multiples dans la culture », un article paru dans le quotidien montréalais Le Devoir.

## Publications

### Ouvrages
- avec Marie Carrière (éd), Les réécrivains. Enjeux transtextuels dans la littérature moderne d'expression française, Berne, Peter Lang, 2011.  (ISBN 978-3034306454)
- Nécrophilie. Un tombeau nommé désir, Auxonne, Éditions du Murmure, 2013.  (ISBN 978-2915099805)
- Décadence et mort chez Barrès et Hofmannsthal. Le point doré de périr, Montréal, Éditions Nota Bene, 2014.  (ISBN 978-2895184737)
- avec Natacha Vas-Deyres, Patrick Guay, Florence Plet-Nicolas and Danièle André (éd.), Les dieux cachés de la science-fiction française et francophone (1950-2010), Bordeaux, Presses universitaires de Bordeaux, 2014.  (ISBN 979-10-91052-11-5)
- (éd.), Passées sous silence. Onze femmes écrivains à relire, Valenciennes, Presses universitaires de Valenciennes, 2015. (ISBN 978-2364240285)
- avec François Ouellet (éd.), Habiter la littérature. Mélanges offerts à Hans-Jürgen Greif, Québec, L’instant même, 2016.  (ISBN 978-2895028963)
- avec Natacha Vas-Deyres et Patrick Guay, C’était demain: anticiper la science-fiction en France et au Québec (1880-1950), Bordeaux, Presses universitaires de Bordeaux, 2018.  (ISBN 979-10-91052-24-5)

### Numéros de périodiques
- (éd.), « Aldous Huxley », numéro spécial de la revue Otrante, Éditions Kimé, numéro 40 (automne 2016).
- avec Gilles Ernst et Diane Laflamme (éd.), « Mort, jeux vidéo et mondes virtuels », numéro spécial de Frontières, vol. 28, numéro 2 (2016-2017).
- avec Diane Laflamme (éd.), « Humour et mort », numéro spécial de Frontières, vol. 30, numéro 1 (2018).
- (dir.), « Margaret Atwood », numéro spécial de la revue Otrante, Éditions Kimé, numéro 44 (automne 2018).
- avec Nathalie Watteyne et Arnaud Huftier (éd.), « Femmes et fantastique au Canada », numéro spécial de la revue Otrante, numéro 49 (printemps 2021) et Cahiers Anne-Hébert, numéro 17 (2021).

### Articles (sélection)
- « Terres ravagées. Fictions post-apocalyptiques en France et au Québec, de Niourk à Temps mort », dans Les dieux cachés de la science-fiction française et francophone (1950-2010), Bordeaux, Presses universitaires de Bordeaux, 2014.
- « Si la fin du monde m'était contée. Répertoires et contenus des apocalypses fictives au Québec et au Canada », dans L'Université de l'imaginaire, ActuSF, (juillet 2017).
- « Le retour des Amazones. Pouvoir, sacrifice, communauté », dans MuseMedusa. Revue de littérature et d'art modernes, numéro 7 (21 août 2019).
- « Les filles de la nuit. Le fantastique féminin de Silvia Moreno-Garcia » », dans Otrante, numéro 49 (printemps 2021), p. 193-211. Également paru dans Cahiers Anne-Hébert, « Femmes et fantastique au Canada », numéro 17 (2021), p. 184-202.
- « Anamorphose du conte. Entretien avec Audrée Wilhelmy », dans Cahiers Anne-Hébert, « Femmes et fantastique au Canada », numéro 17 (2021), p. 203-214.

## Prix et distinctions
- Finaliste du Grand Prix de l'Imaginaire (essai) (2015)[2]
  - Pour son ouvrage en codirection : Les dieux cachés de la science-fiction française et francophone (1950-2010), 2014.
- Lauréat du Jamie Bishop Memorial Award (2016)[3]
  - Pour son article : « Des fourmis et des hommes : voyage entomologique au cœur de la proto-science-fiction » (en collaboration avec Natacha Vas-Deyres). Ce prix est décerné aux États-Unis par l'Association internationale pour le fantastique dans les arts (IAFA) au meilleur essai critique rédigé dans une autre langue que l'anglais[2].
- Lauréat du Prix de l’Académie nationale des sciences, belles lettres et arts de Bordeaux (2016)
  - Pour un ouvrage collectif auquel il a participé : Delphine Gachet et Alessandro Scarsella (éd.), Venise. Histoire, promenades, anthologie et dictionnaire, Paris, Robert Laffont, 2016.  (ISBN 978-2221128749)[17]